# First Person Shooter (dal)
A First Person Shooter Drake kanadai rapper dala, amin közreműködött J. Cole. Az OVO Sound és a Republic Records kiadókon keresztül jelent meg, Drake nyolcadik stúdióalbumán, a For All the Dogs-on. Drake és Cole írta a dalt, Boi-1da, Vinylz, Tay Keith, FnZ, Oz, Coleman és Snorre Tidemand producerekkel. A First Person Shooter első helyen debütált a Billboard Hot 100-on, Drake tizenharmadik, Cole első listavezető dala lett. Drake ezzel utolérte Michael Jacksont a legtöbb férfi által kiadott első helyezett dal örökranglistáján. 2023. október 31-én kislemezként is kiadták. Nagy szerepe volt a Drake–Kendrick Lamar-rivalizálás újraindításában.

## Kompozíció
A First Person Shooter Joe Washington Look Me in the Eyes dalának hangmintája felhasználásával kezdődik, a két előadó egymást váltva rappel. A dal második felében Snorre Tidemand Redemption művét dolgozzák fel, szakértők kiemelték a szám „futurisztikus és energetikus” hangzását, amik hozzásegítettek sikeréhez. A szövegben Cole folytonos sikereiről beszél, azt mondva, hogy önmaga, Drake és Kendrick Lamar a rap zene „big three”-je, három legsikeresebb előadója, magát Muhammad Alihoz hasonlítva. Cole ezek mellett hozzáteszi, hogy szívesen dolgozna együtt YoungBoy Never Broke Again amerikai rapperrel, annak ellenére, hogy többen azt hitték beszólt az előadónak The Secret Recipe című közreműködésén Lil Yachtyval, illetve, hogy következő albuma, a The Fall Off nemsokára megjelenik. Drake, hírnevére és sikereire hivatkozva, magát a The Beatles együtteshez és Michael Jacksonhoz hasonlította.

## Kendrick Lamar válasza
Cole kijelentésére, hogy a három előadó a modern hiphop „big three”-je, Lamar Future és Metro Boomin Like That című dalán válaszolt, ami 2024 márciusában jelent meg. Versszakában azt rappelte, hogy „Motherfuck the big three, nigga. It’s just big me,” egyértelműen elutasítva Cole-t.

## Slágerlisták
| Slágerlista (2023–2024)               | Legmagasabb pozíció |
| ------------------------------------- | ------------------- |
| Ausztrália (ARIA)                     | 4                   |
| Ausztrália (ARIA Hip Hop/R&B)         | 2                   |
| Ausztria (Ö3 Austria Top 40)          | 38                  |
| Dánia (Tracklisten Top 40)            | 22                  |
| Dél-Afrika (Billboard)                | 3                   |
| Dél-Afrika (RISA Streaming)           | 2                   |
| Egyesült Királyság (UK Singles Chart) | 4                   |
| Egyesült Királyság (UK R&B Chart)     | 2                   |
| Franciaország (Single Top 100)        | 52                  |
| Global 200 (Billboard)                | 2                   |
| Görögország (IFPI)                    | 5                   |
| Hollandia (Single Top 100)            | 22                  |
| Izland (Plötutíðindi)                 | 8                   |
| Kanada (Canadian Hot 100)             | 2                   |
| Közel-Kelet és Észak-Afrika (IFPI)    | 10                  |
| Lettország (LAIPA)                    | 8                   |
| Litvánia (AGATA)                      | 19                  |
| Luxembourg (Billboard)                | 11                  |
| Olaszország (FIMI)                    | 55                  |
| Portugália (AFP Top 100 Singles)      | 15                  |
| Svédország (Sverigetopplistan)        | 42                  |
| Svájc (Schweizer Hitparade)           | 10                  |
| US Billboard Hot 100                  | 1                   |
| US Hot R&B/Hip-Hop Songs (Billboard)  | 1                   |
| US Rhythmic (Billboard)               | 4                   |
| Új-Zéland (Recorded Music NZ)         | 5                   |